# Out it's still dark
Out it's still dark är en singel från 1986 av det svenska punkbandet Charta 77. Gavs ut på EP.

## Låtar på singeln
| Nr  | Titel               | Längd | Notering |
| --- | ------------------- | ----- | -------- |
| A1. | Out it's still dark | ?     |          |
| B1. | Sweet M16           | ?     |          |
| B2. | Any more ...        | ?     |          |
| B3. | If you mean         | ?     |          |